# جليكو نيمش
جليكو نيمش مواليد 22 أبريل 1950 في سيساك، جمهورية يوغوسلافيا الاشتراكية الاتحادية، هو لاعب كرة يد كرواتي سابق لعب كحارس مرمى. شارك في دورة الألعاب الأولمبية الصيفية سنة 1976. حقق المركز الثالث في بطولة العالم لكرة اليد للرجال 1974.

## الإنجازات
- بطولة يوغوسلافيا لكرة اليد (6): 1967-68، 1969-70، 1970-71، 1971-72، 1976-77، 1978-79
- بطولة يوغوسلافيا لكرة اليد (2): 1968، 1976
- دوري أبطال أوروبا لكرة اليد 1971–72
- بطولة العالم لكرة اليد للرجال 1974 - المركز الثالث
- بطولة العالم لكرة اليد للرجال 1978 - المركز الـ 4

## روابط خارجية
- جليكو نيمش على موقع أوليمبيديا (الإنجليزية)